# 呂阼
吕阼（？—？年），直隶真定府真定縣人，軍籍。明朝政治人物。

## 生平
正德二年（1507年）丁卯科順天府乡试舉人，正德九年（1514年）甲戌科三甲187名進士，次年授浙江餘姚縣知县，官至陕西凤翔府知府、山西按察司副使。

## 家族
父吕贤，弘治三年进士，官至山西右参政。弟吕陶，同科进士，官至山东按察司副使。